# Me-Turan
Mê-Turan (het moderne Tell Haddad en nabijgelegen Tell es-Sib) is een archeologische vindplaats in Irak in wat nu het Hamrinmeer is.
De Sumerische naam Mê-Turan kan geïnterpreteerd worden als "Wateren van de Diyala" en het was een belangrijke stad.

## Geschiedenis
Een jaarnaam van Ipiq-Adad II van Ešnunna vermeldt de verovering van Mê-Turan door dit koninkrijk. Voordien was het een onafhankelijk vorstendom en er is plaatselijk een inscriptie gevonden die een koning Arīm-Līm vermeldt. Mogelijk is dit dezelfde persoon als Iarīm-Līm wiens dood herdacht wordt in de jaarnaam die de sluiting van een verdrag tussen Šadlaš en Nerēbtim vermeldt. Hij zou daarmee een tijdgenoot van Sumulael van Babylon zijn. In de beginjaren van de 21e eeuw is er ook een zegelafdruk gevonden van een dienaar van Narām-Sîn, Ipiq-Adads opvolger. De stad was toen blijkbaar nog steeds onderhorig aan Ešnunna.

## Opgravingen
De Iraakse Staatsorganisatie voerde reddingsopgravingen uit in het Hamrin-gebied dat onder water zou komen staan door de bouw van de Hamrin-stuwdam. Tell Haddad bleek daarbij ondanks de moeilijke omstandigheden een verrassend rijke bron van epigrafisch materiaal uit de Oud-Babylonische tijd. 

### De vondsten
De meeste documenten waren in het Akkadisch en van boekhoudkundige aard, maar niet alle. Er werd een fragment gevonden van de "Wetten van Ešnunna". Maar grootste verrassing was de vondst van een aantal Sumerische literaire teksten. Dit was de eerste belangrijke vondst van dergelijk materiaal sinds de opgravingen van Ur en de eerste die door Iraakse archeologen ontdekt werd. Een deel van de teksten betreft magisch materiaal, hemerologieën, bezweringen en behandelingen tegen ziektes en dergelijke maar er was ook een lange klaagzang uit de liturgie van de godin Ištar bij. Fragmenten daarvan waren al bekend maar dit tablet liet de klaagzang voor het eerst als een coherent geheel zien. 

### Het huis van de Lisin-volgelingen

#### Magische teksten
In een wat ander deel van de opgraving wachtte nog een grotere verrassing. Het waren de restanten van een afgebrand huis met zijn privé-archief, te zien aan de talrijke boekhoudkundige teksten uit de tijd van de verovering door Hammurabi. Een enkele schriversnaam kan niet meer goed ontcijferd worden, maar een tweetal persoonsnamen, beide met namen met de godin Lisin als theofoor element keren telkens terug: l ú - dl i9 - s i4! - n a  en  dl i9 - s i4 - (n a) - a k - k a m
De magische teksten zijn het talrijkste en in een zegelafdruk komt opnieuw de naam Lisin voor. Mogelijk waren deze personen verbonden met haar cultus bijvoorbeeld als waarzeggers. Er is ook een kopie van de hemerologie (boerenalmanak) die bekend staat als de Sumerische Georgica.

#### Mythologische teksten
Er zijn echter ook literaire teksten van mythologische aard. Een daarvan is een Sumerische versie van het Adapa-verhaal dat tot dan toe slechts in het Akkadisch bekend was. De oudste tot dan bekende versie stamde uit Amarna. De Sumerische versie heeft veel gemeen met het latere Akkadische verhaal, hoewel naar het einde toe de tekst moeilijk te duiden is.
Een misschien nog grotere verrassing was de vondst van twee grote fragmenten van de Dood van Gilgameš, waarvan Kramer 40 jaar eerder vier fragmenten uit Nippur gepubliceerd had. De nieuwe vondst laat een veel completere reconstructie van het verhaal toe. Maar er waren nog meer tabletten uit de Gilgameš-cyclus, zoals Gilgameš en Huwawa en Gilgameš en de Stier van An en Gilgameš, Enkidu en de onderwereld. De gevonden tabletten betreffen echter allemaal de thema's van noodlot, leven en dood. Het meer epische Gilgameš en Agga ontbreekt en dan kan gezegd worden van alle Akkadische epiek.